# Andon (Fluss)
Der Andon ist ein Fluss in Frankreich, der im Département Meuse in der Region Grand Est verläuft.

## Geographie

### Verlauf
Der Andon entspringt im Gemeindegebiet von Montfaucon-d’Argonne, entwässert in einem Bogen zunächst Richtung West und Nord, später nach Ost und Nord durch die Naturlandschaft der Argonnen und mündet nach rund 24 Kilometern im Gemeindegebiet von Doulcon als linker Nebenfluss in die Maas.
Die Maas ist in diesem Bereich zum Schifffahrtskanal Canal de la Meuse ausgebaut. Im Zuge der Umbauarbeiten wurde hier die Schleuse Nr. 28 (Dun) errichtet und die Mündung des Andon künstlich flussabwärts des Bauwerkes verlegt.

### Zuflüsse
- Ravin de Walipre (links), 1,4 km
- Ruisseau de Cou (rechts), 2,1 km
- Ruisseau de Moussin (rechts), 3,3 km
- Ruisseau de Nantrise (links), 1,0 km
- Ruisseau de Cheline (links), 4,5 km
- Ruisseau de l'Etaillon (links), 3,1 km

### Orte am Fluss
- Montfaucon-d’Argonne
- Cierges-sous-Montfaucon
- Romagne-sous-Montfaucon
- Bantheville
- Aincreville
- Cléry-le-Grand
- Cléry-le-Petit
- Doulcon

## Hydrologie
An der Mündung des Andon in die Maas beträgt die mittlere Abflussmenge (MQ) 0,88 m³/s; das Einzugsgebiet umfasst hier 65,3 km².
Am Pegel L'Andon à Cléry-Grand wurde über einen Zeitraum von 13 Jahren (1972–1985) die durchschnittliche jährliche Abflussmenge des Andon berechnet.
Die Abflussmenge schwankt im Lauf des Jahres recht stark. Die höchsten Wasserstände werden in den Monaten Dezember – März gemessen. Ihren Höchststand erreicht die Abflussmenge mit 1,860 m³/s im Februar. Von März an geht die Schüttung zurück und erreicht ihren niedrigsten Stand im September mit 0,175 m³/s, um danach wieder von Monat zu Monat anzusteigen. Der jahresdurchschnittliche Wert beträgt hier 0,896 m³/s

## Sehenswürdigkeiten
Das Quellgebiet des Flusses liegt beim ehemaligen Ortskern von Montfaucon, der bei der Maas-Argonnen-Offensive im Ersten Weltkrieg zerstört wurde und an den heute noch die Ruinen des Kollegiatstiftes (Monument historique) sowie ein amerikanisches Kriegerdenkmal erinnern.

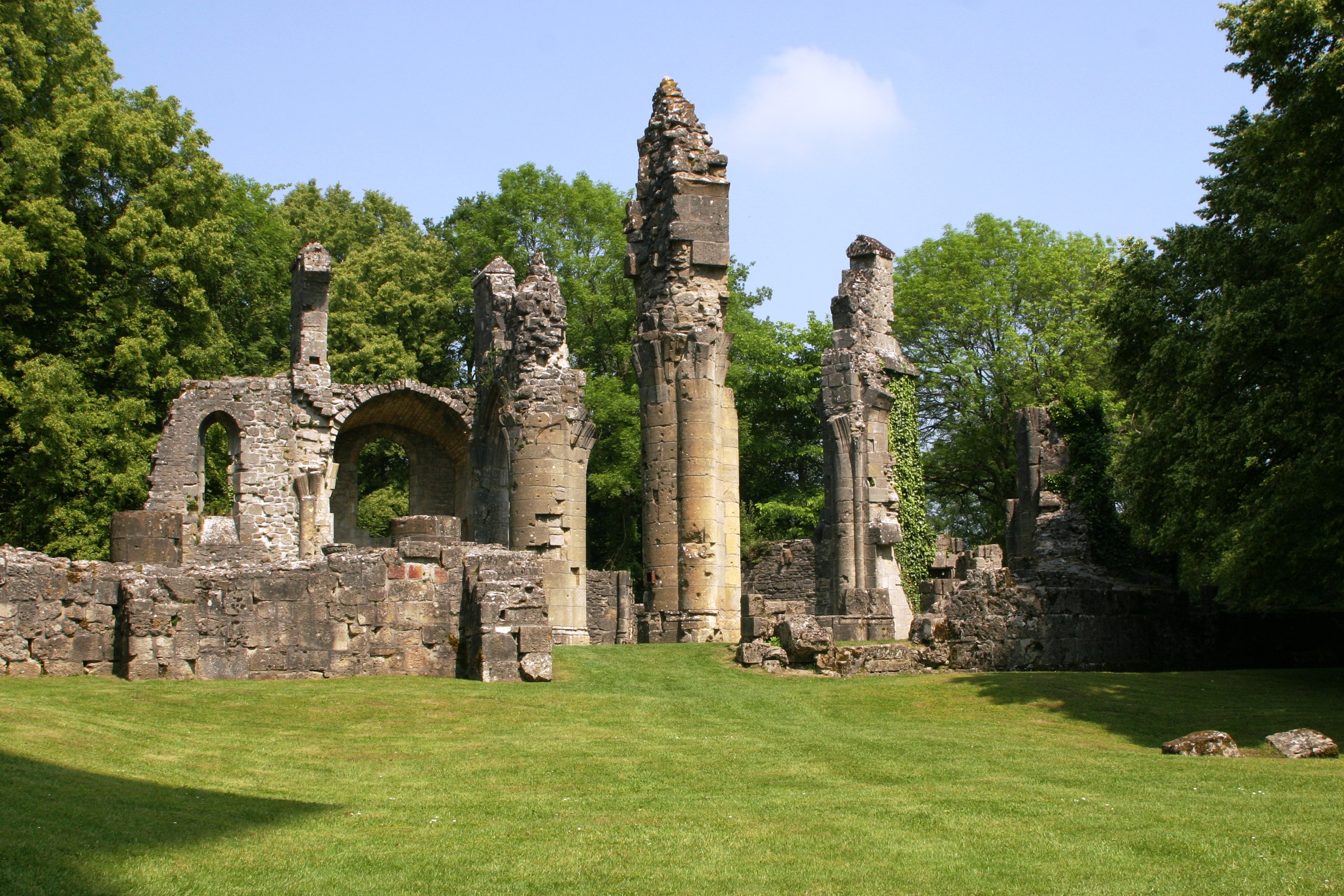
Ruinen des Kollegiatstiftes
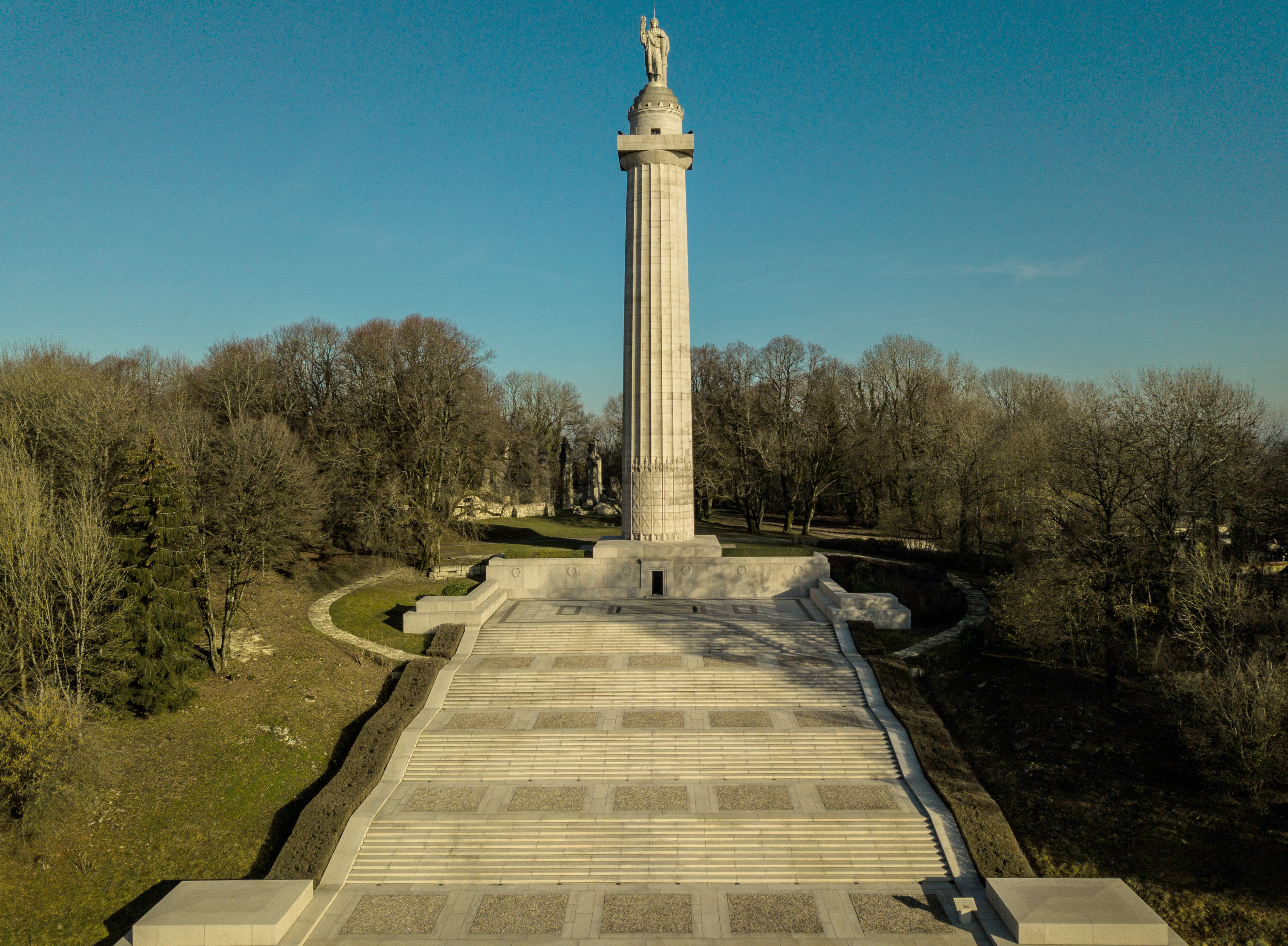
Amerikanisches Kriegerdenkmal